# Conferência Leste (NBA)
A Conferência Leste (em inglês:  Eastern Conference) da National Basketball Association (NBA) possui quinze times, que estão separados em três divisões de cinco times cada. O principal campeão de conferência é o Boston Celtics, que conquistou o título 23 vezes. O formato de conferência foi implantado em 1970, tendo até então sido apenas a Divisão Leste antes da expansão e subdivisão.

## Atuais clubes
A Conferência Leste possui atualmente 15 clubes separados nas seguintes divisões:
| Atlântico                                                        | Atlântico                                                        | Atlântico | Atlântico |
| Time                                                             | Cidade                                                           | Ano       | Origem    |
| ---------------------------------------------------------------- | ---------------------------------------------------------------- | --------- | --------- |
| Boston Celtics                                                   | Boston, MA                                                       | 1946      | BAA       |
| Brooklyn Nets New Jersey Nets (1978-2012) New York Nets (1977-8) | Brooklyn, Nova York, NY Newark\East Rutherford, NJ Nova York, NY | 1977      | ABA       |
| New York Knicks                                                  | Manhattan, Nova York, NY                                         | 1946      | BAA       |
| Philadelphia 76ers Syracuse Nationals (1949-63)                  | Filadélfia, PA Syracuse, NY                                      | 1949      | NBL       |
| Toronto Raptors                                                  | Toronto, OT                                                      | 1995      | †         |

| Sudeste | Sudeste                                                   | Sudeste      | Sudeste                        |
| Time | Cidade                                                    | Ano          | Origem                         |
| --- | --------------------------------------------------------- | ------------ | ------------------------------ |
| Atlanta Hawks (1970-) St. Louis Hawks (1955-68) Milwaukee Hawks(1951-5) Tri-Cities Hawks (1949-51)                                                     | Atlanta, GA St. Louis, MO Milwaukee, WI Tri-Cities, IA\IL | 1946         | Oeste                          |
| Charlotte Hornets Charlotte Bobcats (2004-14) | Charlotte, NC                                             | 1988[a] 2004 | †                              |
| Miami Heat | Miami, FL                                                 | 1988[b]      | †                              |
| Orlando Magic | Orlando, FL                                               | 1989[b]      | †                              |
| Washington Wizards (1966-) Capital Bullets\Washington Bullets\Washington Wizards (1973-1998) Baltimore Bullets (1963-1973) Chicago Zephyrs (1961-1963) | Washington, D.C. Baltimore, MD Chicago, IL                | 1961         | Oeste (como Baltimore Bullets) |

| Central                                                       | Central                       | Central | Central |
| Time                                                          | Cidade                        | Ano     | Origem  |
| ------------------------------------------------------------- | ----------------------------- | ------- | ------- |
| Chicago Bulls (1981-)                                         | Chicago, IL                   | 1966    | Oeste   |
| Cleveland Cavaliers                                           | Cleveland, OH                 | 1970    | †       |
| Detroit Pistons (1967-70; 1978-) Fort Wayne Pistons (1949-57) | Detroit, MI[c] Fort Wayne, IN | 1949    | Oeste   |
| Indiana Pacers (1979-)                                        | Indianápolis, IN              | 1976    | Oeste   |
| Milwaukee Bucks (1968-70; 1980-)                              | Milwaukee, WI                 | 1968    | Oeste   |

† indica times que surgiram já na NBA, e no Leste.

### Ex-integrantes
Falidos
- Providence Steamrollers
- Toronto Huskies

Recolocados na Conferência Oeste
- Cincinnati Royals
- Houston Rockets
- New Orleans / Charlotte Hornets
- Utah / New Orleans Jazz
- Golden State / Philadelphia Warriors

## Campeões da Divisão Leste
- 1947: Philadelphia Warriors
- 1948: Philadelphia Warriors
- 1949: Washington Capitols
- 1950: Syracuse Nationals
- 1951: New York Knicks
- 1952: New York Knicks
- 1953: New York Knicks
- 1954: Syracuse Nationals
- 1955: Syracuse Nationals
- 1956: Philadelphia Warriors
- 1957: Boston Celtics
- 1958: Boston Celtics
- 1959: Boston Celtics
- 1960: Boston Celtics
- 1961: Boston Celtics
- 1962: Boston Celtics
- 1963: Boston Celtics
- 1964: Boston Celtics
- 1965: Boston Celtics
- 1966: Boston Celtics
- 1967: Philadelphia 76ers
- 1968: Boston Celtics
- 1969: Boston Celtics

## Campeões da Conferência Leste
| - 1970: New York Knicks - 1971: Baltimore Bullets - 1972: New York Knicks - 1973: New York Knicks - 1974: Boston Celtics - 1975: Washington Bullets - 1976: Boston Celtics - 1977: Philadelphia 76ers - 1978: Washington Bullets - 1979: Washington Bullets - 1980: Philadelphia 76ers - 1981: Boston Celtics - 1982: Philadelphia 76ers - 1983: Philadelphia 76ers - 1984: Boston Celtics - 1985: Boston Celtics - 1986: Boston Celtics - 1987: Boston Celtics - 1988: Detroit Pistons | - 1989: Detroit Pistons - 1990: Detroit Pistons - 1991: Chicago Bulls - 1992: Chicago Bulls - 1993: Chicago Bulls - 1994: New York Knicks - 1995: Orlando Magic - 1996: Chicago Bulls - 1997: Chicago Bulls - 1998: Chicago Bulls - 1999: New York Knicks - 2000: Indiana Pacers - 2001: Philadelphia 76ers - 2002: New Jersey Nets - 2003: New Jersey Nets - 2004: Detroit Pistons - 2005: Detroit Pistons - 2006: Miami Heat - 2007: Cleveland Cavaliers | - 2008: Boston Celtics - 2009: Orlando Magic - 2010: Boston Celtics - 2011: Miami Heat - 2012: Miami Heat - 2013: Miami Heat - 2014: Miami Heat - 2015: Cleveland Cavaliers - 2016: Cleveland Cavaliers - 2017: Cleveland Cavaliers - 2018: Cleveland Cavaliers - 2019: Toronto Raptors - 2020: Miami Heat - 2021: Milwaukee Bucks - 2022: Boston Celtics - 2023: Miami Heat - 2024: Boston Celtics - 2025: Indiana Pacers |

Os campeões da NBA em negrito

## Lista ordenada por número de conquistas
- 23: Boston Celtics
- 9: Philadelphia 76ers / Syracuse Nationals
- 8: New York Knicks
- 7: Miami Heat
- 6: Chicago Bulls
- 5: Detroit Pistons
- 5: Cleveland Cavaliers
- 4: Washington Wizards
- 3: Philadelphia Warriors
- 2: New Jersey Nets
- 2: Orlando Magic
- 2: Indiana Pacers
- 1: Washington Capitols
- 1: Toronto Raptors
- 1: Milwaukee Bucks